# Gian Gastone de' Medici
Gian Gastone de' Medici (Florence, 24 mei 1671 - aldaar, 9 juli 1737) was de laatste groothertog van Toscane uit de familie de' Medici. Hij was de zoon van Cosimo III de' Medici en Margaretha Louise van Orléans, zodoende de kleinzoon van Gaston van Orléans (1608-1660), en een achterkleinkind van Maria de' Medici.

## Biografie
Gian Gastone was een hypochonder, astmatisch, een kunstkenner, een liefhebber van botanie en leefde veelal teruggetrokken in een wereld vol antiquiteiten.
De frêle Gian Gastone trouwde op 4 mei 1697 in Düsseldorf met de kolossale Anna Maria van Sachsen-Lauenburg, de weduwe van Filips Willem August, de jongste broer van Johan Willem. Het huwelijk was geregeld door zijn vader en zijn oudere zuster Anna Maria Luisa de' Medici. De weduwe stelde zich vijandig op tegenover hem en had reeds een dochter uit haar eerste huwelijk. Zij hield erg van de jacht en paardrijden en de stal was haar salon, waar zij conversaties hield met de paarden
Bovendien beviel het saaie Reichstadt, niet ver van Praag, hem niet. Het slechte huwelijk en het gebrek aan een intellectueel leven in Reichstadt dreef hem naar de alcohol. In de winter die volgde veranderde Gian Gastone 180°. Gian Gastone kon zijn afkeer voor Anna Maria niet langer verbergen en vertrok naar Parijs.
Hij reisde vooreerst naar zijn moeder die hij in 24 jaar niet had gezien. Zijn moeder gedroeg zich buitengewoon afstandelijk. Nadien bezocht Gian Gastone de opera, samen met de broer van Lodewijk XIV, meestal Monsieur genoemd, en verkende de kroegen. Hij verbleef nog twee weken in de Republiek voor hij terugreisde naar Reichstadt, maar besloot de winter door te brengen in Praag, vergezeld van een hoveling en wijdde zich aan het gokspel met alle gevolgen van dien. In 1702 stuurde zijn vader een diplomaat om poolshoogte te nemen.
In oktober 1703 vertrok hij naar Hamburg, waar hij Georg Friedrich Händel ontmoette. Andere auteurs stellen in navolging van Händels eerste biograaf John Mainwaring dat het Ferdinando III de' Medici was die Händel uitgenodigd zou hebben voor een bezoek aan Florence. Van Ferdinando is niet bekend dat hij ooit Hamburg bezocht en Gian Gastone zou in juni 1705 voor een jaar terugkeren naar Florence. Zijn vrouw weigerde resoluut Bohemen te verlaten om in Florence kinderen te baren. Adriaen van der Werff zou nog in de gelegenheid zijn geweest om zijn portret te schilderen. 

### Groothertog van Toscane

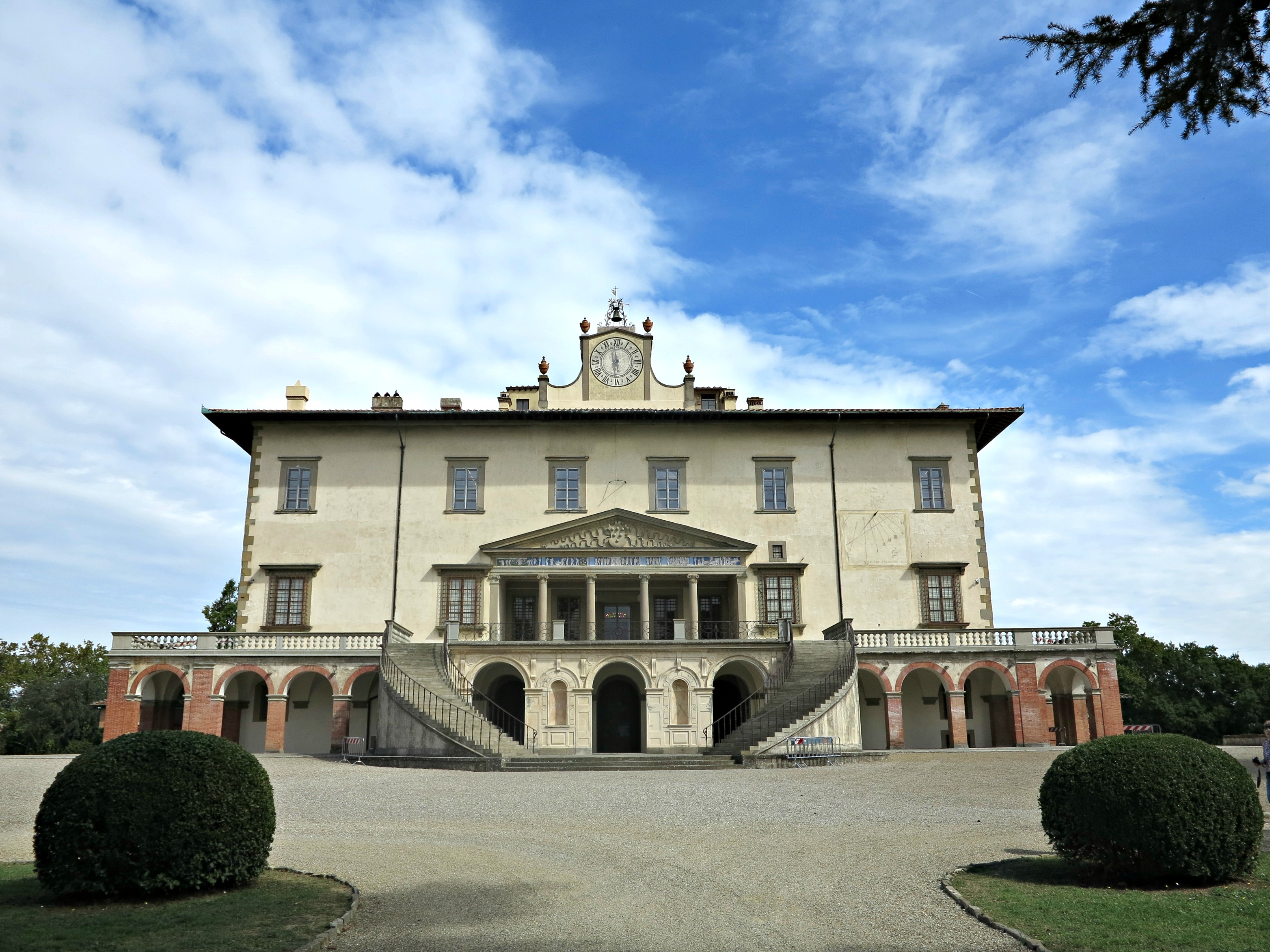
Villa de' Medici in Poggio a Caiano

Toen Gian Gastone in 1723 zijn vader opvolgde, was het groothertogdom Toscane al in verval. Zijn regering werd gekenmerkt door een breuk met de conservatieve politiek van zijn voorganger. Hij schafte belastingen voor armen af evenals strafwetten die discriminerend waren voor joden en schortte de publieke terechtstellingen af.
Hij organiseerde een internationaal "congres" om zijn opvolging te regelen. Er waren diverse kandidaten zoals zijn achterneven in Spanje en Lotharingen. De grootmachten Spanje, Oostenrijk en Frankrijk verdrongen zich bij de opvolging die met brede, internationale goedkeuring geregeld zou moeten worden. Vanwege een verstuikte enkel kwam Gian Gastone na 1730 nauwelijks meer uit bed.
Een op handen zijnde huwelijk van Maria Theresia van Oostenrijk met de hertog van Lotharingen zou een verschuiving veroorzaken in de machtbalans. Bij de onderhandelingen van de Poolse Successieoorlog wist de Franse diplomaat André Hercule de Fleury in 1735 voor elkaar te krijgen dat Stanisław Leszczyński, de voormalige Poolse koning en schoonvader van Lodewijk XV van Frankrijk, tot zijn dood hertog werd van Lotharingen omdat Frederik August II, keurvorst van Saksen, koning werd in Polen. De hertog van Lotharingen verkreeg het groothertogdom Toscane, als hij Maria Theresia van Oostenrijk huwde en afstand deed van Lotharingen. Dat was op 4 mei 1736 in een geheim overleg tussen keizer Karel VI van het Heilige Roomse Rijk en de hertog geregeld. De Spaanse koning Karel III van Spanje liet daarop het groothertogdom bezetten. De bezetting van Toscane werd vervangen door een Oostenrijkse in januari 1737.
Na de dood van Gian Gastone ging het groothertogdom naar hertog Frans Stefan van Lotharingen, zonder dat zich ook maar iemand in de hoofdstad van Toscane, Florence opwond. De titel van groothertog ging over op het huis Habsburg-Lotharingen. Wanneer hertog Frans Stefan van Lotharingen, in 1745, als echtgenoot van de aartshertogin Maria Theresia, erfgename van de Oostenrijkse Habsburgers, tot keizer gekozen werd, bleef Toscane onder het bestuur van deze dynastie tot de oprichting van het koninkrijk Italië in 1860.
Frans Stefan durfde zich nauwelijks in Toscane te laten zien en maakte in 1739 een korte reis naar Florence, samen met zijn vrouw en broer Karel Alexander, die in 1741 als landvoogd van de Oostenrijkse Nederlanden is benoemd.

## Kwartierstaat
| Cosimo II de' Medici (1590-1621) | Cosimo II de' Medici (1590-1621) | Cosimo II de' Medici (1590-1621) | Cosimo II de' Medici (1590-1621) | Cosimo II de' Medici (1590-1621)     | Cosimo II de' Medici (1590-1621)     | Maria Magdalena van Oostenrijk (1589-1631) | Maria Magdalena van Oostenrijk (1589-1631) | Maria Magdalena van Oostenrijk (1589-1631) | Maria Magdalena van Oostenrijk (1589-1631) | Maria Magdalena van Oostenrijk (1589-1631) | Maria Magdalena van Oostenrijk (1589-1631) |                                   |                                   | Frédéric Ubaldo della Rovere (1605-1623) | Frédéric Ubaldo della Rovere (1605-1623) | Frédéric Ubaldo della Rovere (1605-1623) | Frédéric Ubaldo della Rovere (1605-1623) | Frédéric Ubaldo della Rovere (1605-1623) | Frédéric Ubaldo della Rovere (1605-1623) | Claudia de' Medici (1604-1648)    | Claudia de' Medici (1604-1648)    | Claudia de' Medici (1604-1648) | Claudia de' Medici (1604-1648) | Claudia de' Medici (1604-1648)          | Claudia de' Medici (1604-1648)          |                                         |                                         | Hendrik IV van Frankrijk (1553-1610)    | Hendrik IV van Frankrijk (1553-1610)    | Hendrik IV van Frankrijk (1553-1610) | Hendrik IV van Frankrijk (1553-1610) | Hendrik IV van Frankrijk (1553-1610) | Hendrik IV van Frankrijk (1553-1610) | Maria de' Medici (1575-1642)        | Maria de' Medici (1575-1642)        | Maria de' Medici (1575-1642)        | Maria de' Medici (1575-1642)        | Maria de' Medici (1575-1642)              | Maria de' Medici (1575-1642)              |                                           |                                           | Frans II van Lotharingen (1572-1632)      | Frans II van Lotharingen (1572-1632)      | Frans II van Lotharingen (1572-1632)   | Frans II van Lotharingen (1572-1632)   | Frans II van Lotharingen (1572-1632)   | Frans II van Lotharingen (1572-1632)   | Christina van Salm (1575-1627)         | Christina van Salm (1575-1627)         | Christina van Salm (1575-1627) | Christina van Salm (1575-1627) | Christina van Salm (1575-1627) | Christina van Salm (1575-1627) |  |  |  |  |  |  |  |  |  |  |  |  |  |  |  |  |  |  |  |  |  |  |  |  |  |  |  |  |  |  |  |  |  |  |  |  |  |  |  |  |  |  |  |  |  |  |  |  |
| Cosimo II de' Medici (1590-1621) | Cosimo II de' Medici (1590-1621) | Cosimo II de' Medici (1590-1621) | Cosimo II de' Medici (1590-1621) | Cosimo II de' Medici (1590-1621)     | Cosimo II de' Medici (1590-1621)     | Maria Magdalena van Oostenrijk (1589-1631) | Maria Magdalena van Oostenrijk (1589-1631) | Maria Magdalena van Oostenrijk (1589-1631) | Maria Magdalena van Oostenrijk (1589-1631) | Maria Magdalena van Oostenrijk (1589-1631) | Maria Magdalena van Oostenrijk (1589-1631) |                                   |                                   | Frédéric Ubaldo della Rovere (1605-1623) | Frédéric Ubaldo della Rovere (1605-1623) | Frédéric Ubaldo della Rovere (1605-1623) | Frédéric Ubaldo della Rovere (1605-1623) | Frédéric Ubaldo della Rovere (1605-1623) | Frédéric Ubaldo della Rovere (1605-1623) | Claudia de' Medici (1604-1648)    | Claudia de' Medici (1604-1648)    | Claudia de' Medici (1604-1648) | Claudia de' Medici (1604-1648) | Claudia de' Medici (1604-1648)          | Claudia de' Medici (1604-1648)          |                                         |                                         | Hendrik IV van Frankrijk (1553-1610)    | Hendrik IV van Frankrijk (1553-1610)    | Hendrik IV van Frankrijk (1553-1610) | Hendrik IV van Frankrijk (1553-1610) | Hendrik IV van Frankrijk (1553-1610) | Hendrik IV van Frankrijk (1553-1610) | Maria de' Medici (1575-1642)        | Maria de' Medici (1575-1642)        | Maria de' Medici (1575-1642)        | Maria de' Medici (1575-1642)        | Maria de' Medici (1575-1642)              | Maria de' Medici (1575-1642)              |                                           |                                           | Frans II van Lotharingen (1572-1632)      | Frans II van Lotharingen (1572-1632)      | Frans II van Lotharingen (1572-1632)   | Frans II van Lotharingen (1572-1632)   | Frans II van Lotharingen (1572-1632)   | Frans II van Lotharingen (1572-1632)   | Christina van Salm (1575-1627)         | Christina van Salm (1575-1627)         | Christina van Salm (1575-1627) | Christina van Salm (1575-1627) | Christina van Salm (1575-1627) | Christina van Salm (1575-1627) |  |  |  |  |  |  |  |  |  |  |  |  |  |  |  |  |  |  |  |  |  |  |  |  |  |  |  |  |  |  |  |  |  |  |  |  |  |  |  |  |  |  |  |  |  |  |  |  |
|                                  |                                  |                                  |                                  |                                      |                                      |                                            |                                            |                                            |                                            |                                            |                                            |                                   |                                   |                                          |                                          |                                          |                                          |                                          |                                          |                                   |                                   |                                |                                |                                         |                                         |                                         |                                         |                                         |                                         |                                      |                                      |                                      |                                      |                                     |                                     |                                     |                                     |                                           |                                           |                                           |                                           |                                           |                                           |                                        |                                        |                                        |                                        |                                        |                                        |                                |                                |                                |                                |  |  |  |  |  |  |  |  |  |  |  |  |  |  |  |  |  |  |  |  |  |  |  |  |  |  |  |  |  |  |  |  |  |  |  |  |  |  |  |  |  |  |  |  |  |  |  |  |
|                                  |                                  |                                  |                                  | Ferdinando II de' Medici (1610-1670) | Ferdinando II de' Medici (1610-1670) | Ferdinando II de' Medici (1610-1670)       | Ferdinando II de' Medici (1610-1670)       | Ferdinando II de' Medici (1610-1670)       | Ferdinando II de' Medici (1610-1670)       |                                            |                                            |                                   |                                   |                                          |                                          | Vittoria della Rovere (1622-1694)        | Vittoria della Rovere (1622-1694)        | Vittoria della Rovere (1622-1694)        | Vittoria della Rovere (1622-1694)        | Vittoria della Rovere (1622-1694) | Vittoria della Rovere (1622-1694) |                                |                                |                                         |                                         |                                         |                                         |                                         |                                         |                                      |                                      | Gaston van Orléans (1608-1660)       | Gaston van Orléans (1608-1660)       | Gaston van Orléans (1608-1660)      | Gaston van Orléans (1608-1660)      | Gaston van Orléans (1608-1660)      | Gaston van Orléans (1608-1660)      |                                           |                                           |                                           |                                           |                                           |                                           | Margaretha van Lotharingen (1615-1672) | Margaretha van Lotharingen (1615-1672) | Margaretha van Lotharingen (1615-1672) | Margaretha van Lotharingen (1615-1672) | Margaretha van Lotharingen (1615-1672) | Margaretha van Lotharingen (1615-1672) |                                |                                |                                |                                |  |  |  |  |  |  |  |  |  |  |  |  |  |  |  |  |  |  |  |  |  |  |  |  |  |  |  |  |  |  |  |  |  |  |  |  |  |  |  |  |  |  |  |  |  |  |  |  |
|                                  |                                  |                                  |                                  | Ferdinando II de' Medici (1610-1670) | Ferdinando II de' Medici (1610-1670) | Ferdinando II de' Medici (1610-1670)       | Ferdinando II de' Medici (1610-1670)       | Ferdinando II de' Medici (1610-1670)       | Ferdinando II de' Medici (1610-1670)       |                                            |                                            |                                   |                                   |                                          |                                          | Vittoria della Rovere (1622-1694)        | Vittoria della Rovere (1622-1694)        | Vittoria della Rovere (1622-1694)        | Vittoria della Rovere (1622-1694)        | Vittoria della Rovere (1622-1694) | Vittoria della Rovere (1622-1694) |                                |                                |                                         |                                         |                                         |                                         |                                         |                                         |                                      |                                      | Gaston van Orléans (1608-1660)       | Gaston van Orléans (1608-1660)       | Gaston van Orléans (1608-1660)      | Gaston van Orléans (1608-1660)      | Gaston van Orléans (1608-1660)      | Gaston van Orléans (1608-1660)      |                                           |                                           |                                           |                                           |                                           |                                           | Margaretha van Lotharingen (1615-1672) | Margaretha van Lotharingen (1615-1672) | Margaretha van Lotharingen (1615-1672) | Margaretha van Lotharingen (1615-1672) | Margaretha van Lotharingen (1615-1672) | Margaretha van Lotharingen (1615-1672) |                                |                                |                                |                                |  |  |  |  |  |  |  |  |  |  |  |  |  |  |  |  |  |  |  |  |  |  |  |  |  |  |  |  |  |  |  |  |  |  |  |  |  |  |  |  |  |  |  |  |  |  |  |  |
|                                  |                                  |                                  |                                  |                                      |                                      |                                            |                                            |                                            |                                            | Cosimo III de' Medici (1642-1723)          | Cosimo III de' Medici (1642-1723)          | Cosimo III de' Medici (1642-1723) | Cosimo III de' Medici (1642-1723) | Cosimo III de' Medici (1642-1723)        | Cosimo III de' Medici (1642-1723)        |                                          |                                          |                                          |                                          |                                   |                                   |                                |                                |                                         |                                         |                                         |                                         |                                         |                                         |                                      |                                      |                                      |                                      |                                     |                                     |                                     |                                     | Margaretha Louise van Orléans (1645-1721) | Margaretha Louise van Orléans (1645-1721) | Margaretha Louise van Orléans (1645-1721) | Margaretha Louise van Orléans (1645-1721) | Margaretha Louise van Orléans (1645-1721) | Margaretha Louise van Orléans (1645-1721) |                                        |                                        |                                        |                                        |                                        |                                        |                                |                                |                                |                                |  |  |  |  |  |  |  |  |  |  |  |  |  |  |  |  |  |  |  |  |  |  |  |  |  |  |  |  |  |  |  |  |  |  |  |  |  |  |  |  |  |  |  |  |  |  |  |  |
|                                  |                                  |                                  |                                  |                                      |                                      |                                            |                                            |                                            |                                            | Cosimo III de' Medici (1642-1723)          | Cosimo III de' Medici (1642-1723)          | Cosimo III de' Medici (1642-1723) | Cosimo III de' Medici (1642-1723) | Cosimo III de' Medici (1642-1723)        | Cosimo III de' Medici (1642-1723)        |                                          |                                          |                                          |                                          |                                   |                                   |                                |                                |                                         |                                         |                                         |                                         |                                         |                                         |                                      |                                      |                                      |                                      |                                     |                                     |                                     |                                     | Margaretha Louise van Orléans (1645-1721) | Margaretha Louise van Orléans (1645-1721) | Margaretha Louise van Orléans (1645-1721) | Margaretha Louise van Orléans (1645-1721) | Margaretha Louise van Orléans (1645-1721) | Margaretha Louise van Orléans (1645-1721) |                                        |                                        |                                        |                                        |                                        |                                        |                                |                                |                                |                                |  |  |  |  |  |  |  |  |  |  |  |  |  |  |  |  |  |  |  |  |  |  |  |  |  |  |  |  |  |  |  |  |  |  |  |  |  |  |  |  |  |  |  |  |  |  |  |  |
|                                  |                                  |                                  |                                  |                                      |                                      |                                            |                                            |                                            |                                            |                                            |                                            |                                   |                                   |                                          |                                          |                                          |                                          |                                          |                                          |                                   |                                   |                                |                                |                                         |                                         |                                         |                                         |                                         |                                         |                                      |                                      |                                      |                                      |                                     |                                     |                                     |                                     |                                           |                                           |                                           |                                           |                                           |                                           |                                        |                                        |                                        |                                        |                                        |                                        |                                |                                |                                |                                |  |  |  |  |  |  |  |  |  |  |  |  |  |  |  |  |  |  |  |  |  |  |  |  |  |  |  |  |  |  |  |  |  |  |  |  |  |  |  |  |  |  |  |  |  |  |  |  |
|                                  |                                  |                                  |                                  |                                      |                                      |                                            |                                            |                                            |                                            |                                            |                                            |                                   |                                   |                                          |                                          |                                          |                                          |                                          |                                          |                                   |                                   |                                |                                |                                         |                                         |                                         |                                         |                                         |                                         |                                      |                                      |                                      |                                      |                                     |                                     |                                     |                                     |                                           |                                           |                                           |                                           |                                           |                                           |                                        |                                        |                                        |                                        |                                        |                                        |                                |                                |                                |                                |  |  |  |  |  |  |  |  |  |  |  |  |  |  |  |  |  |  |  |  |  |  |  |  |  |  |  |  |  |  |  |  |  |  |  |  |  |  |  |  |  |  |  |  |  |  |  |  |
|                                  |                                  |                                  |                                  |                                      |                                      |                                            |                                            |                                            |                                            |                                            |                                            |                                   |                                   | Ferdinando de' Medici (1663-1713)        | Ferdinando de' Medici (1663-1713)        | Ferdinando de' Medici (1663-1713)        | Ferdinando de' Medici (1663-1713)        | Ferdinando de' Medici (1663-1713)        | Ferdinando de' Medici (1663-1713)        |                                   |                                   |                                |                                | Anna Maria Luisa de' Medici (1667-1743) | Anna Maria Luisa de' Medici (1667-1743) | Anna Maria Luisa de' Medici (1667-1743) | Anna Maria Luisa de' Medici (1667-1743) | Anna Maria Luisa de' Medici (1667-1743) | Anna Maria Luisa de' Medici (1667-1743) |                                      |                                      |                                      |                                      | Gian Gastone de' Medici (1671-1737) | Gian Gastone de' Medici (1671-1737) | Gian Gastone de' Medici (1671-1737) | Gian Gastone de' Medici (1671-1737) | Gian Gastone de' Medici (1671-1737)       | Gian Gastone de' Medici (1671-1737)       |                                           |                                           |                                           |                                           |                                        |                                        |                                        |                                        |                                        |                                        |                                |                                |                                |                                |  |  |  |  |  |  |  |  |  |  |  |  |  |  |  |  |  |  |  |  |  |  |  |  |  |  |  |  |  |  |  |  |  |  |  |  |  |  |  |  |  |  |  |  |  |  |  |  |

- Biblioteca Nacional de España: XX5240452
- Bibliothèque nationale de France: cb14445845m (data)
- Gemeinsame Normdatei: 119381842
- International Standard Name Identifier: 0000 0001 0653 1791
- Library of Congress Control Number: n81057116
- Nationale Bibliotheek van Tsjechië: xx0129171
- Nationale Bibliotheek van Israël: 987007275685805171
- Nationale Bibliotheek van Polen: a0000003669068
- Nederlandse Thesaurus van Auteursnamen: 070634254
- Istituto Centrale per il Catalogo Unico: MUSV084558
- SNAC: w6031ctj
- Système universitaire de documentation: 050622226
- Virtual International Authority File: 15578962
- WorldCat: E39PBJxCyQW3PdPJVV36KGfg8C